# Gelis cayennator
Gelis cayennator är en stekelart som först beskrevs av Carl Peter Thunberg 1822.  Gelis cayennator ingår i släktet Gelis och familjen brokparasitsteklar. Inga underarter finns listade i Catalogue of Life.